# دانشگاه دولتی سنت پترزبورگ
دانشگاه دولتی سنت پترزبورگ (به روسی: Санкт-Петербургский государственный университет) یک دانشگاه تحقیقاتی دولتی در شهر سنت پترزبورگ واقع در شمال‌غرب روسیه است که در سال ۱۷۲۴ میلادی بنیان‌نهاده شده‌است.
در آن زمان که سنت پترزبورگ پایتخت روسیه بود این دانشگاه مهم‌ترین دانشگاه و پرورش نخبگان به حساب می‌آمد و بسیاری از چهره‌های مشهور آکادمیک را به جهان هدیه کرد. در سال ۱۹۱۶ این دانشگاه دارای ۳۷۹ استاد تراز اول بود که از آن‌ها ۹۱ نفر پروفسور و ۲۸۱ نفر دکتری بودند. این دانشگاه در دوران شوروی به‌طور سریع توسعه یافت و امروز یکی از معتبرترین و بزرگترین دانشگاه‌های روسیه می‌باشد.
از ایرانیانی که از دانشگاه دولتی سنت پترزبورگ فارغ‌التحصیل شده‌اند می‌توان به مهدی سنایی، سفیر جمهوری اسلامی ایران در فدراسیون روسیه اشاره نمود.